# Joan Amorós i Andreu
Joan Amorós i Andreu (Barcelona, 10 de juny de 1936 - Madrid, 16 de novembre de 2016) pare de Carmen Amorós i Valldaura, fou un director de fotografia català. Se l'inclou per l'estil de la seva obra dins de l'anomenada "Escola de Barcelona" i la seva carrera al cinema va començar en 1956 manejant la càmera i des de 1961 en la fotografia. En 1989 va ser candidat al Premi Goya a la millor fotografia per Esquilache i en 1992 va guanyar el premi del Cercle d'Escriptors Cinematogràfics a la millor fotografia per la pel·lícula Las cartas de Alou.

## Filmografia
| Director de fotografia - El joc del penjat (2008) - Desde que amanece apetece (2005) dir. Antonio del Real. - Reinas (2005) dir. Manuel Gómez Pereira. - María querida (2004) dir. José Luis García Sánchez. - Crisantemo (2004) - Cosas que hacen que la vida valga la pena (2004) dir. Manuel Gómez Pereira. - Esta noche, no (2002) - La soledad era esto (2002) - Desafinado (2001) dir. Manuel Gómez Pereira. - Jacinto Durante, representante (13 episodis de televisió, 2000) - La vida en rosa, Un corazón de oro i ¡Adiós, querida Greta!. - Entre las piernas (1999) dir. Manuel Gómez Pereira. - Cha-cha-chá (1998) dir. Antonio del Real. - Grandes ocasiones (1998) dir. Felipe Vega. - Hasta la victoria siempre (1997) - El amor perjudica seriamente la salud (1996) dir. Manuel Gómez Pereira. - Pon un hombre en tu vida (1996) dir. Eva Lesmes. - Los baúles del retorno (1996) dir. María Miró. - Libertarias (1996) dir. Vicente Aranda. - Boca a boca (1995) dir. Manuel Gómez Pereira. - Trinità & Bambino... e adesso tocca a noi (1995) dir. Enzo Barboni. - Cuernos de mujer (1995) dir. Enrique Urbizu. - Todos los hombres sois iguales (1994) dir. Manuel Gómez Pereira. - El amante bilingüe (1993) dir. Vicente Aranda. - Yo me bajo en la próxima, ¿y usted? (1992) dir. José Sacristán. - El día que nací yo (1991) dir. Pedro Olea. - Fuera de juego (1991) dir. Fernando Fernán Gómez. - Cómo ser mujer y no morir en el intento (1991) dir. Ana Belén. - Las cartas de Alou (1991) dir. Montxo Armendáriz. - Yo soy ésa (1990) dir. Luis Sanz. - La mujer de tu vida: la mujer infiel (1990) (TV) - Los jinetes del alba (1990) TV mini-series dir. Vicente Aranda. - Si te dicen que caí (1989) dir. Vicente Aranda. - Esquilache (1989) dir. Josefina Molina. - Diario de invierno (1988) dir. Francisco Regueiro. - El pecador impecable (1987) dir. Augusto Martínez Torres. - Redondela (1987) - La veritat oculta (1987) - El año de las luces (1986) dir. Fernando Trueba. - Dragon Rapide (1986) dir. Jaime Camino. - Tiempo de silencio (1986) dir. Vicente Aranda. - Lulú de noche (1986) dir. Emilio Martínez Lázaro. - Sé infiel y no mires con quién (1985) dir. Fernando Trueba. - La gabbia (1985) dir. Giuseppe Patroni Griffi. - Un, dos, tres... ensaïmades i res més (1985) - Ricardo Montalbán en España (1985) - De tripas corazón (1985) - Padre nuestro (1985) dir. Francisco Regueiro. - Fanny Pelopaja (1984) dir. Vicente Aranda. - El balcón abierto (1984) dir. Jaime Camino. - La huella del crimen: El crimen del Capitán Sánchez (1984) (TV) - La huella del crimen: El caso del cadáver descuartizado (1984) (TV) - L'Assemblea de Catalunya (1983) - Y del seguro... líbranos Señor! (1983) - Hablamos esta noche (1982) - En el mar de Fuerteventura (1976) - Imágenes del deporte Nº 58 (1973) - Morbo (1972) dir. Gonzalo Suárez. - Lejos de los árboles (1972) - Historia de una chica sola (1972) - Después del diluvio (1970) - Chicas de club (1970) dir. Jordi Grau i Solà. - Las primeras velas (1970) - Laia (1970) - Esquizo (1970) - Topical Spanish (1970) - Liberxina 90 (1970) - Estudio amueblado 2.P. (1969) dir. José María Forqué - Las crueles(1969) dir. Vicente Aranda - Ditirambo (1969) - A propósito de Baleares (1969) - La vida sigue igual (1969) dir. Eugenio Martín. - Por los hombres del trabajo (1969) - Valencia (1969) - La pesca deportiva en España (1969) - ¡¡Visita a Ceuta (1969) - Cada vez que... (1968) - Paraules d'amor (1968) dir. Antoni Ribas. - Sitges (1968) - No disponible (1968) - El aprendiz de clown (1967) - Oscuros sueños eróticos de agosto (1967) dir. Miguel Pizazo. - Fiesta mayor (1966) - Circles (1966) - Copa Davis-1965 (1966) - Arte románico (1961) | Operador de càmera - Entre las piernas (1999) dir. Manuel Gómez Pereira. - Cha-cha-chá (1998) dir. Antonio del Real. - El amor perjudica seriamente la salud (1996) dir. Manuel Gómez Pereira. - Libertarias (1996) dir. Vicente Aranda. - Cómo ser mujer y no morir en el intento (1991) dir. Ana Belén. - Bajarse el moro (1989) - El pecador impecable (1987) dir. Augusto Martínez Torres. - Redondela (1987) - El año de las luces (1986) dir. Fernando Trueba. - Sé infiel y no mires con quién (1985) dir. Fernando Trueba. - Loca por el circo (1982) - Asesinato en el Comité Central (1982) - La próxima estación (1982) - Los gallos de la madrugada (1971) (fotògraf submarí) - Siguiendo el buen camino: Por las tierras de España. El Paraíso de España. Islas Baleares (1971) (segon camarógraf submari) - Siguiendo el buen camino: Por las tierras de España. La Costa Brava (1971) (segon camarògraf submarí) - Mercancía humana - Producción y turismo (1964) (segon assistent de càmares) - El último verano (1961) (càmara addicional) - Escuela de periodismo (1956) (assistent de càmara) |